# Denis Spitsov
Denis Sergejevitj Spitsov (ryska: Денис Сергеевич Спицов), född 16 augusti 1996, är en rysk längdskidåkare som debuterade i världscupen den 9 december 2017 i Davos i Schweiz. Hans första pallplats i världscupen kom när han blev trea i den avslutande klättringen av Tour de Ski 2018.
Vid olympiska vinterspelen 2018 tog Spitsov ett individuellt brons i 15 kilometer fristil och ett lagsilver i både den långa stafetten och sprintstafetten.